# Buick Regal
Buick Regal — автомобіль середнього розміру введений General Motors в 1973 модельному році. Північноамериканське виробництво тривало з 1973 по 2004 роки. У 2011 році, Buick повторно вивів Regal на ринок Північної Америки, він позиціонується як висококласний спортивний седан і являє собою перелицьований варіант німецького Opel Insignia. Виробництво та продаж у Китаї триває з 1999 року.
У період між 1973 і 2004 роках, Regal мав спільні компоненти і силові агрегати з аналогічним Buick Century.

## Buick Regal 1 (1973-1977)

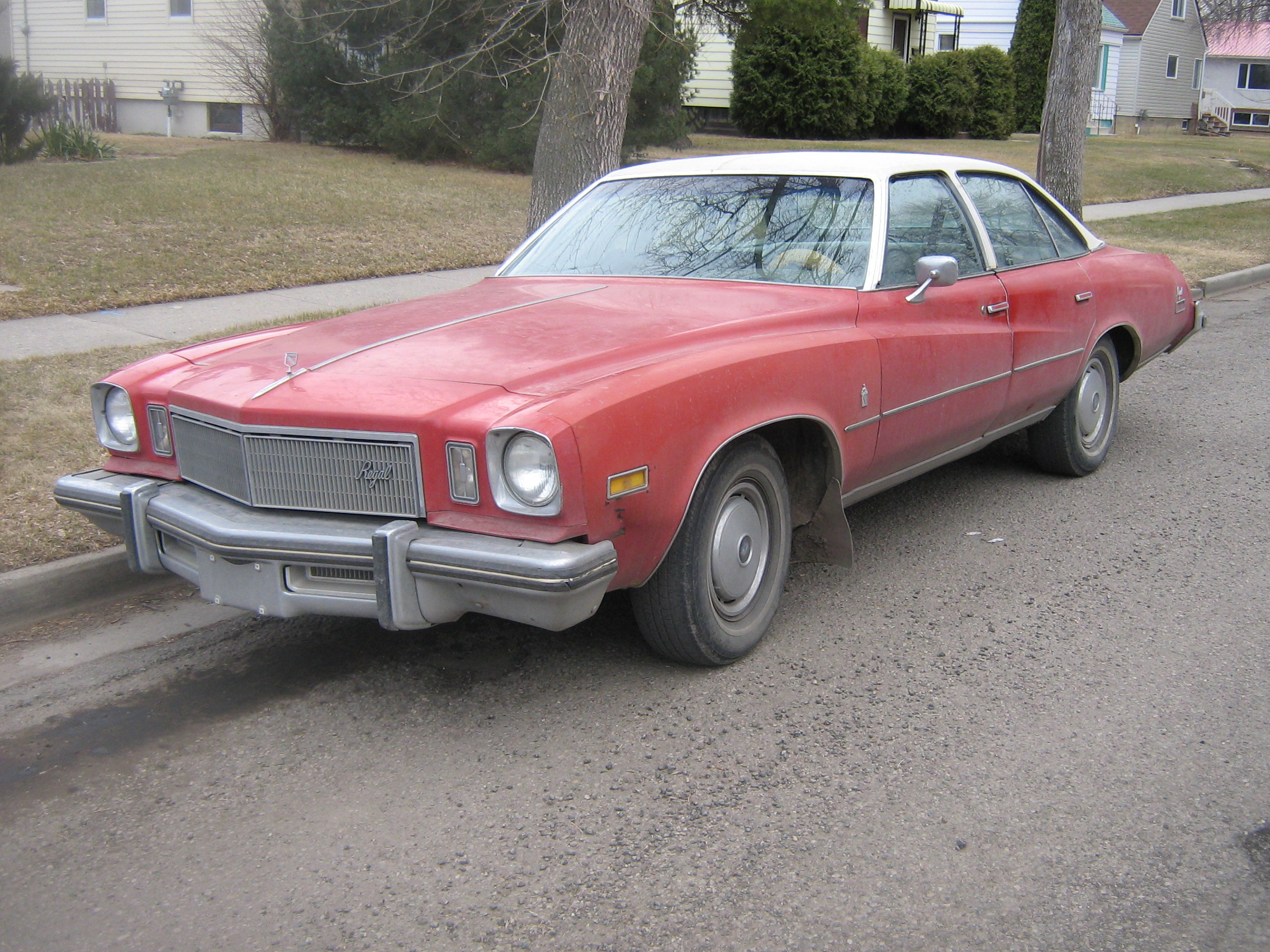
Buick Regal 1 (1973-1977)

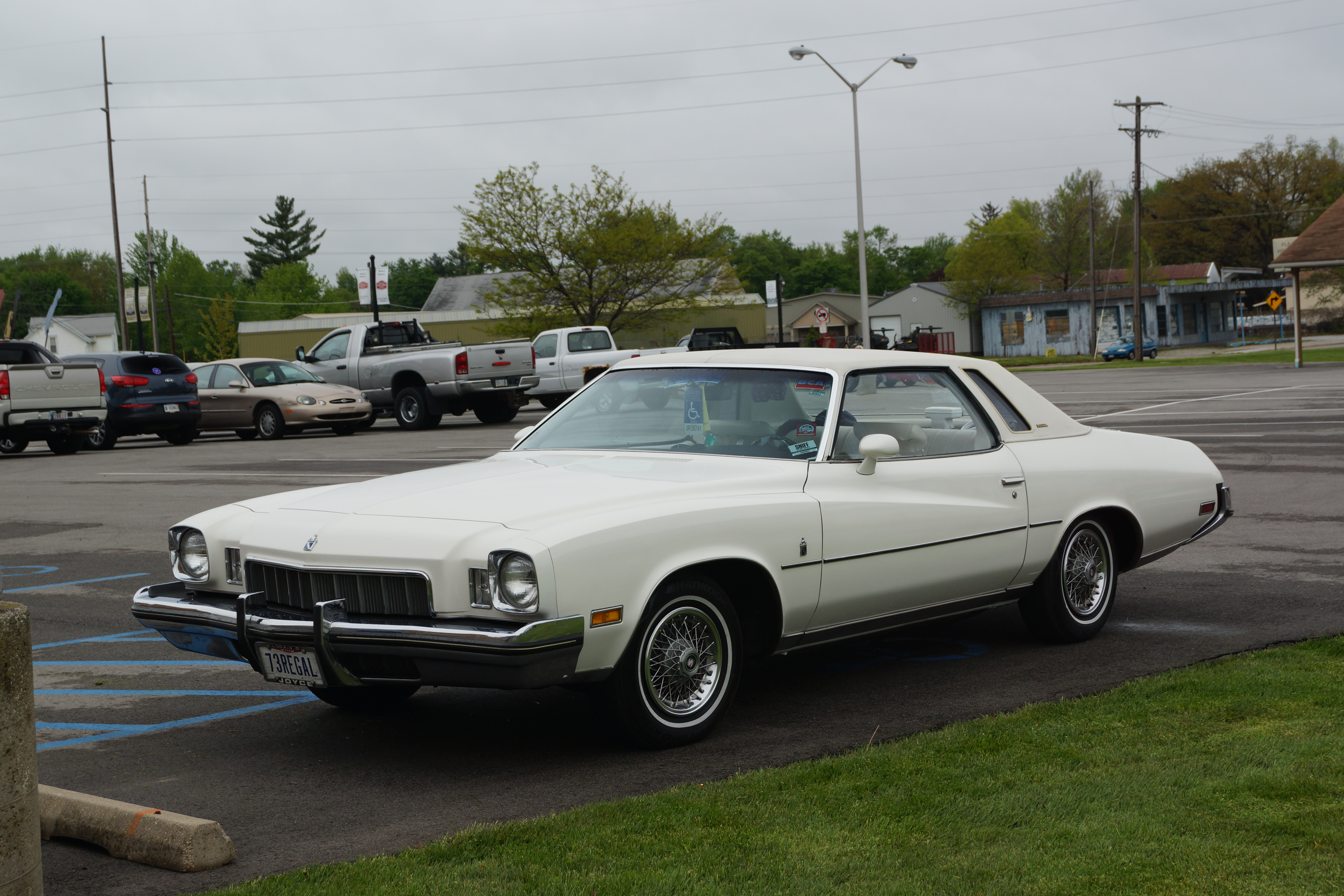
Buick Regal 1 (1973-1977)

- 231 cu in (3.8 L) Buick V6
- 350 cu in (5.7 L) Buick V8
- 455 cu in (7.5 L) Buick V8

## Buick Regal 2 (1978-1987)

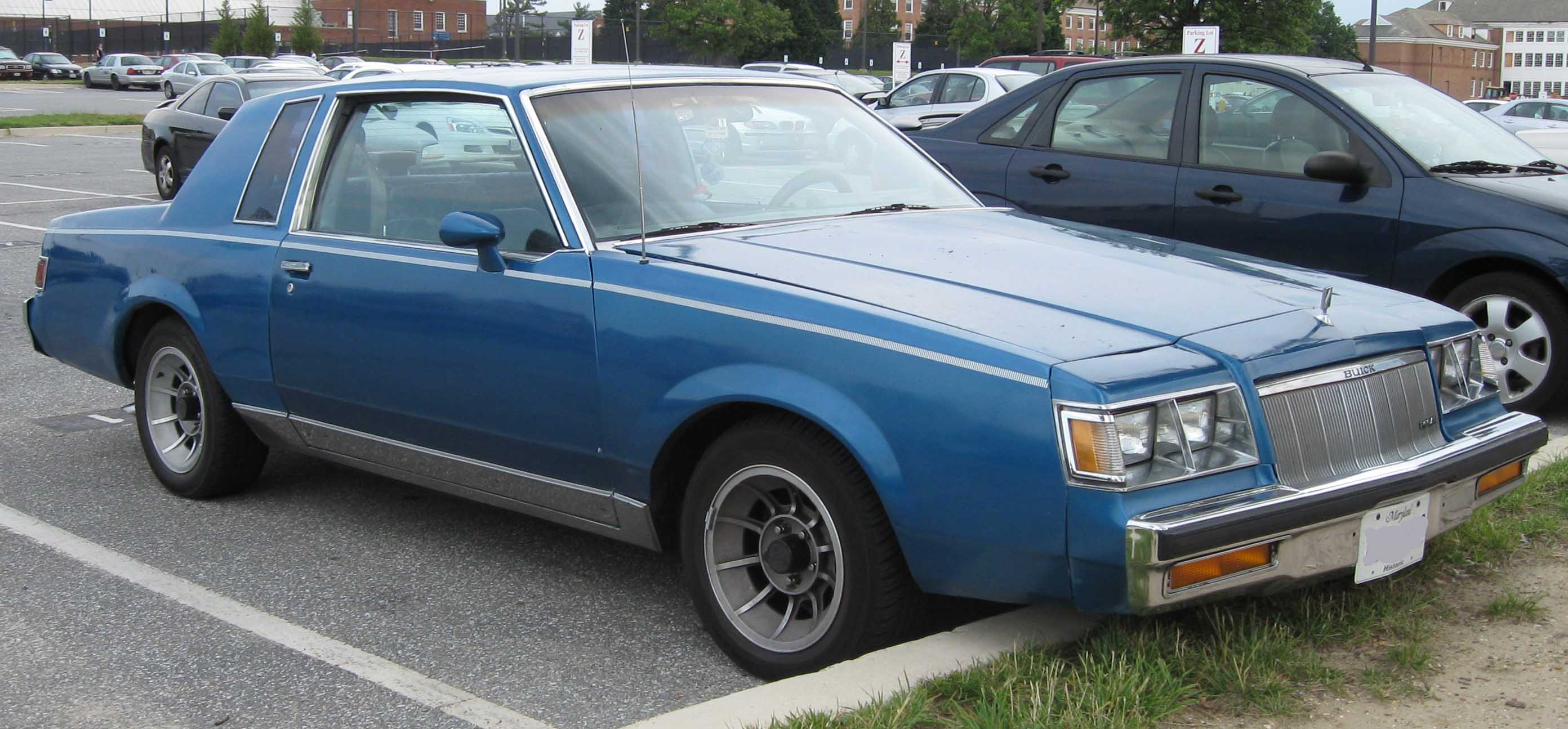
Buick Regal 2 (1978-1987)

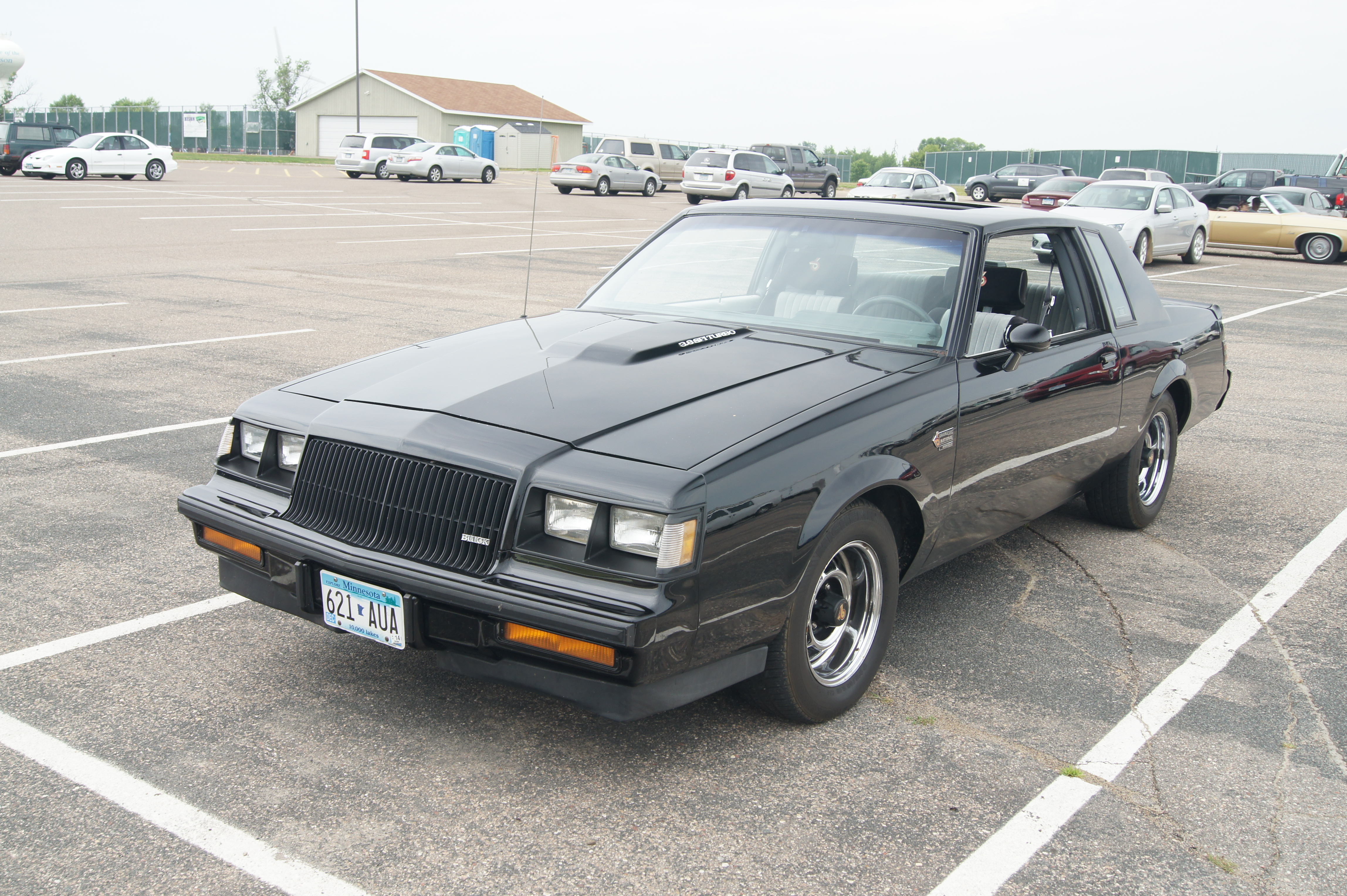
Buick Regal Grand National (1982-1987)

### Grand National, GNX
В 1982 році дебютував Buick Regal Grand National з двигуном 3.8 L Buick V6 Turbo 245 к.с. З 1982 по 1987 рік було реалізовано 30 022 автомобілі Buick Regal Grand National.
В 1987 році дебютував Buick Regal Grand National eXperimental з двигуном 3.8 L Buick V6 Turbo 276 к.с. 488 Нм. Всього виготовлено 547 екземплярів Buick GNX.

### Двигуни
- 196 cu in (3.2 L) Buick V6
- 231 cu in (3.8 L) Buick V6
- 231 cu in (3.8 L) Buick V6 Turbocharged 245-276 к.с.
- 252 cu in (4.1 L) Buick V6
- 260 cu in (4.3 L) Oldsmobile Diesel V6
- 265 cu in (4.3 L) Pontiac V8
- 301 cu in (4.9 L) Pontiac V8
- 305 cu in (5.0 L) Chevrolet V8
- 307 cu in (5.0 L) Oldsmobile V8
- 350 cu in (5.7 L) Oldsmobile Diesel V8

## Buick Regal 3 (1988-1996)

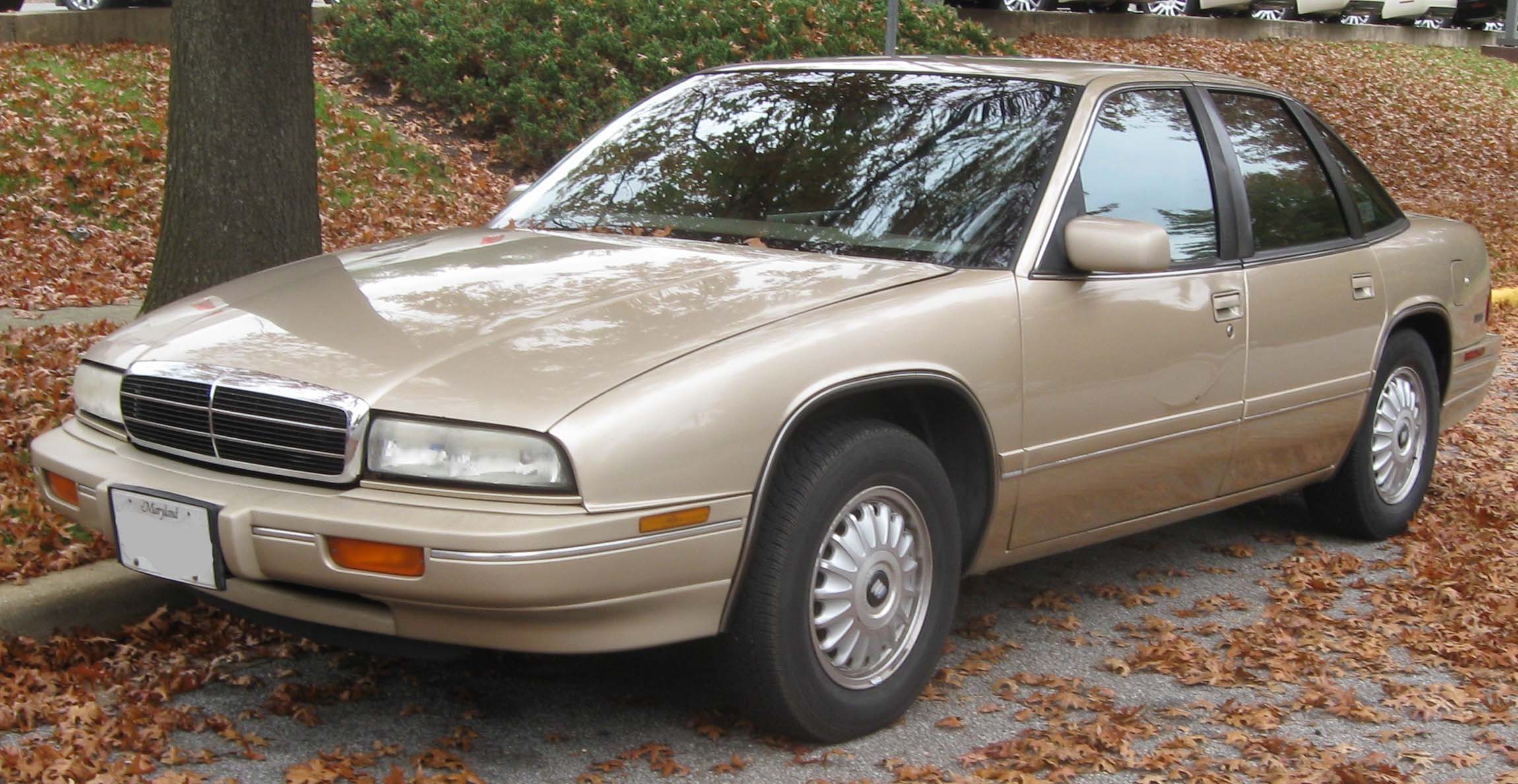
Buick Regal 3 (1988-1996)

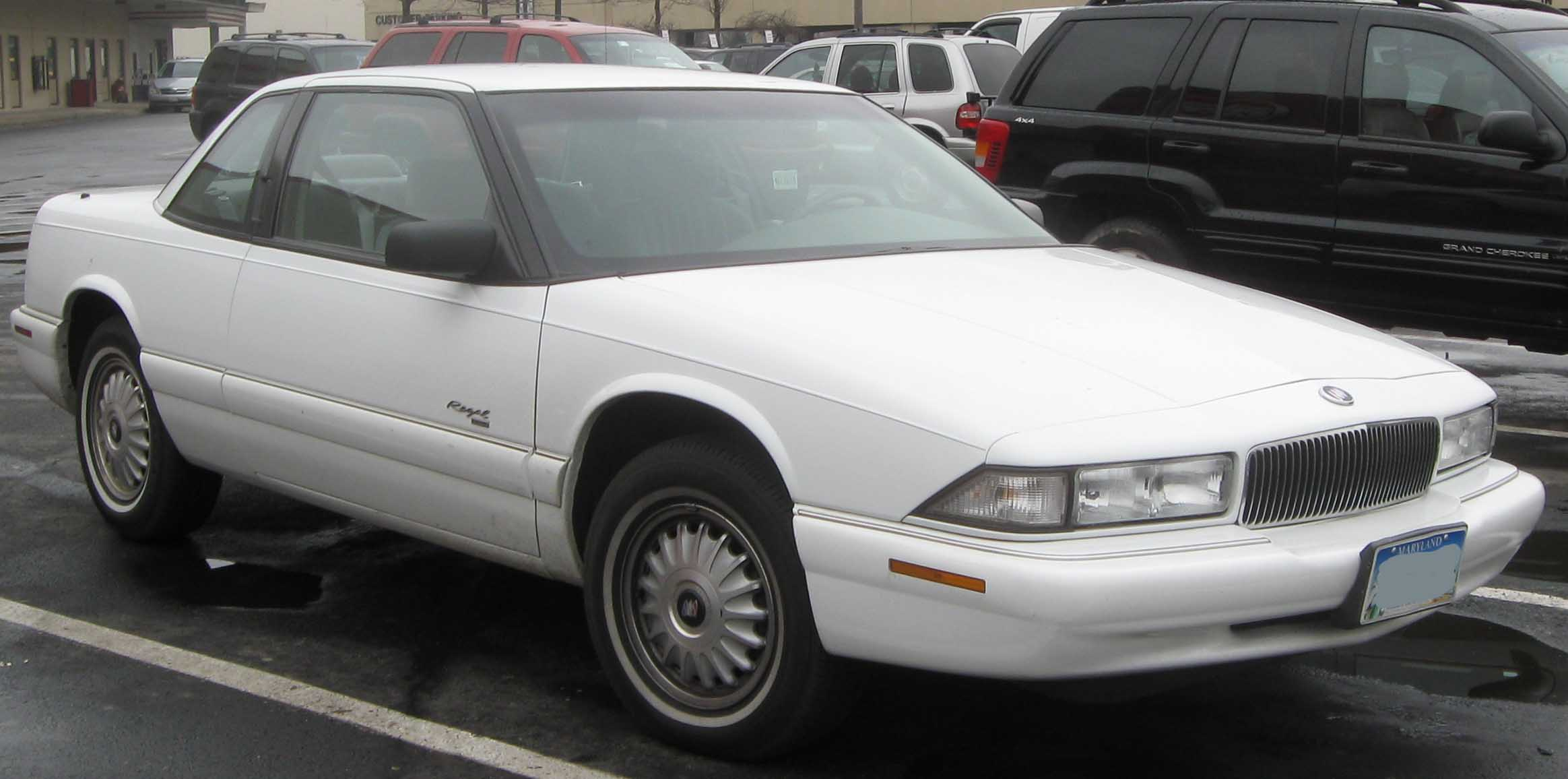
Buick Regal coupe

- 2.8 L X V6
- 3.1 L X V6
- 3.8 L Buick V6

## Buick Regal 4 (1997-2008)

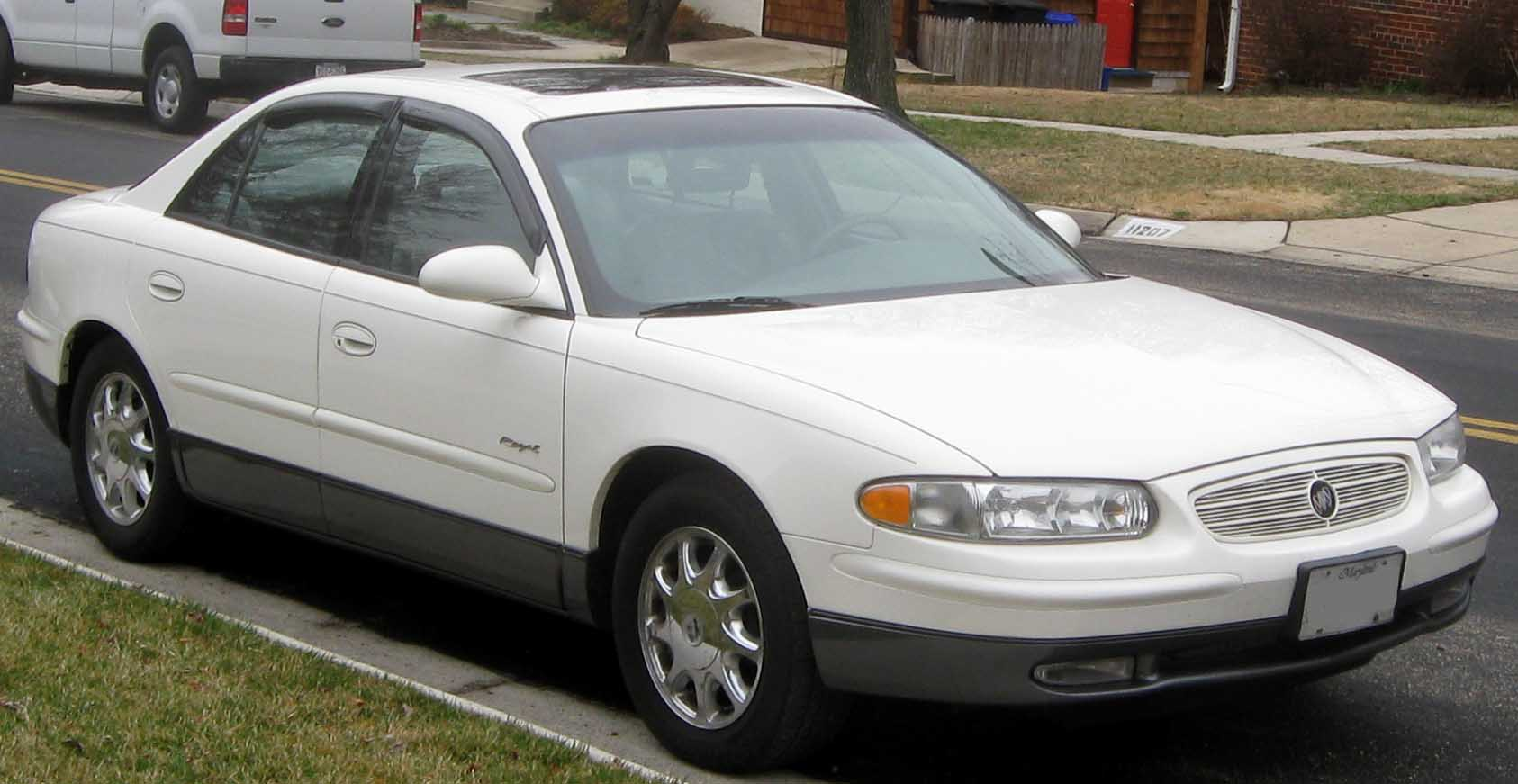
Buick Regal 4 (1997-2008)

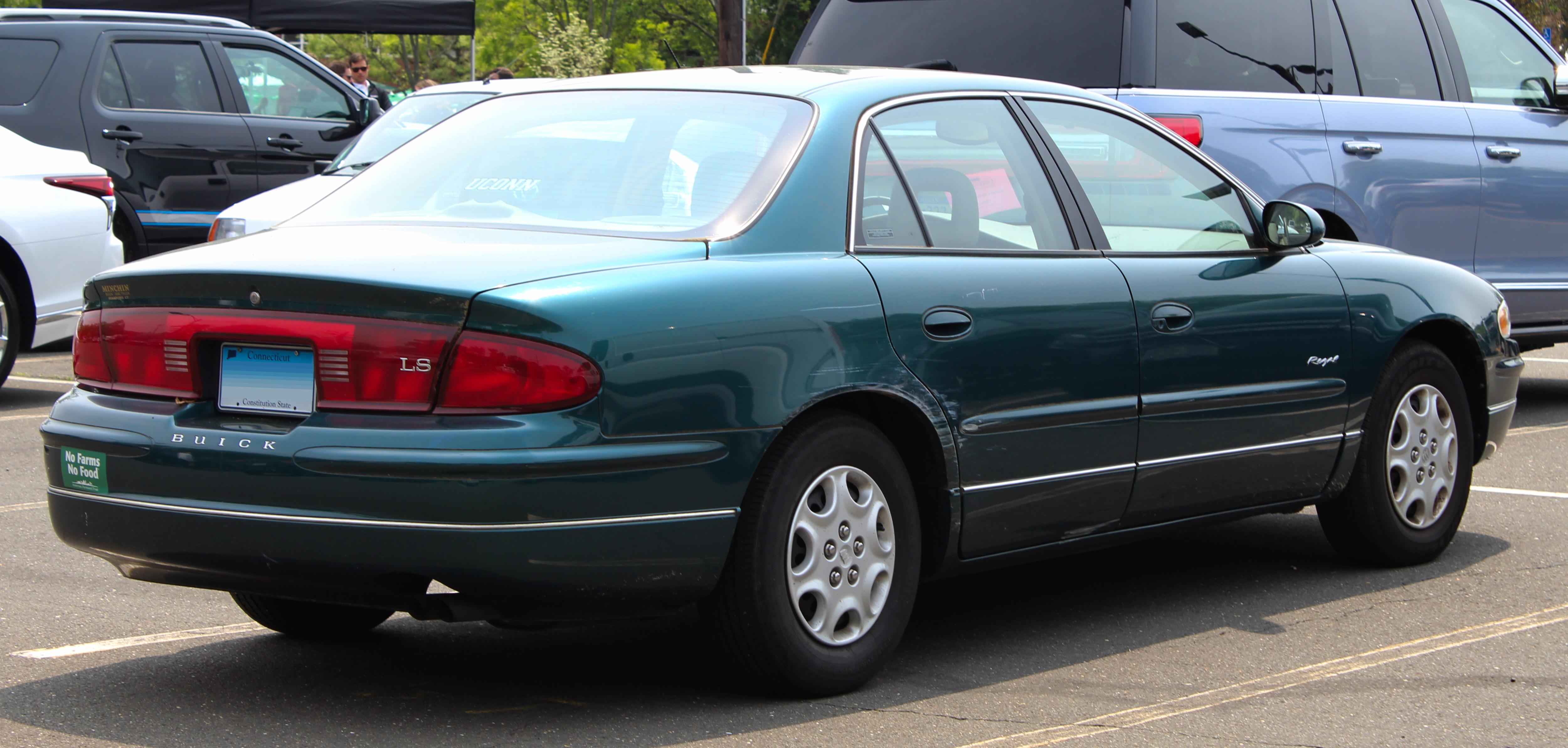

У 1997-му модельному році Buick Century і Regal знову були розроблені на одній платформі; переглянута W-body, яка ділилася з Oldsmobile Intrigue, Pontiac Grand Prix, Chevrolet Lumina і Chevrolet Monte Carlo. Виробництво купе Regal було припинено.
Відмінності між Regal і Century були здебільшого косметичними. У якості оновленої версії Regal запропонував більші двигуни 3,8 л V6 та більш вишукане оздоблення. У той час, як Century був в основному надійним, економним автомобілем, Regal оснащувався багатьма зручностями, включаючи шкіряні сидіння з підігрівом (необов'язково для Century), звуковий пристрій Monsoon з 8-ма динаміками, подвійний клімат-контроль та великий інтер'єрний простір. Під час семирічного запуску цієї версії було мало змін. Він пропонував 5 пасажирських сидінь на всіх рівнях оздоблення, таких як Pontiac Grand Prix та Oldsmobile Intrigue (колишній Cutlass Supreme), на відміну від своїх попередників, які мали додаткові сидіння для 6 пасажирів та Buick Century (раніше побудований на платформі A), який мав стандарт 6-пасажирських сидінь.
Північноамериканський Регал був замінений у 2005 році на Buick LaCrosse, також побудованим на платформі W-body. Підсумковий 2004 рік Buick Regal зійшов з конвеєра 1 червня 2004 року.
В Китаї автомобіль виготовляли до 2008 року.

### Двигуни
- 2.0 L L34 I4 (Китай)
- 2.5 L LB8 V6 (Китай)
- 3.0 L LW9 V6 (Китай)
- 3.8 L 3800 L36 Series II V6 200 к.с. 315 Нм (LS)
- 3.8 L 3800 L67 Series II supercharged V6 240 к.с. 380/410 Нм (GS)
- 3.8 L 3800 L67 Series II supercharged V6 270 к.с. 423 Нм (SLP Performance)

## Buick Regal 5 (2009-2017)

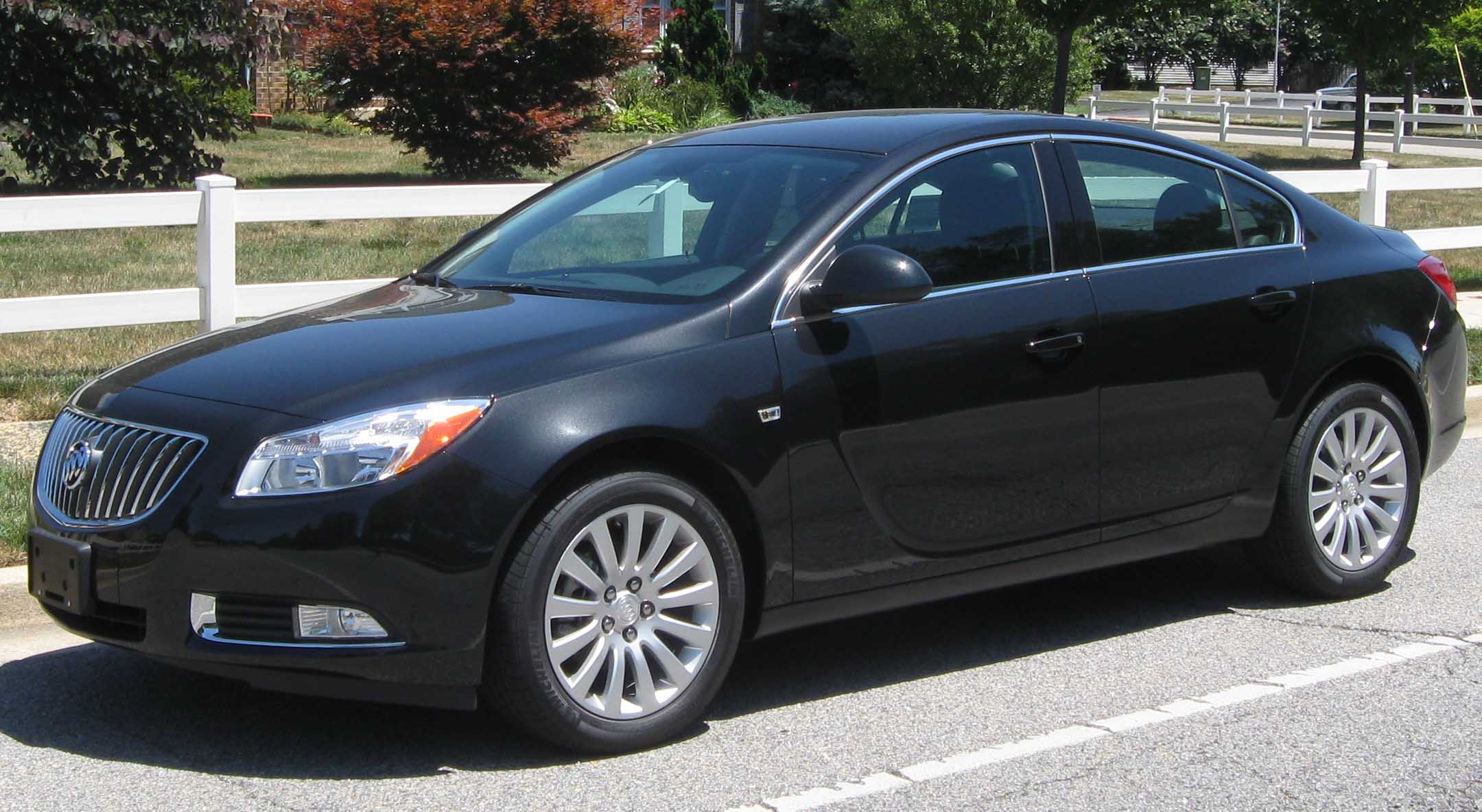
Buick Regal 5 (2009-2014)

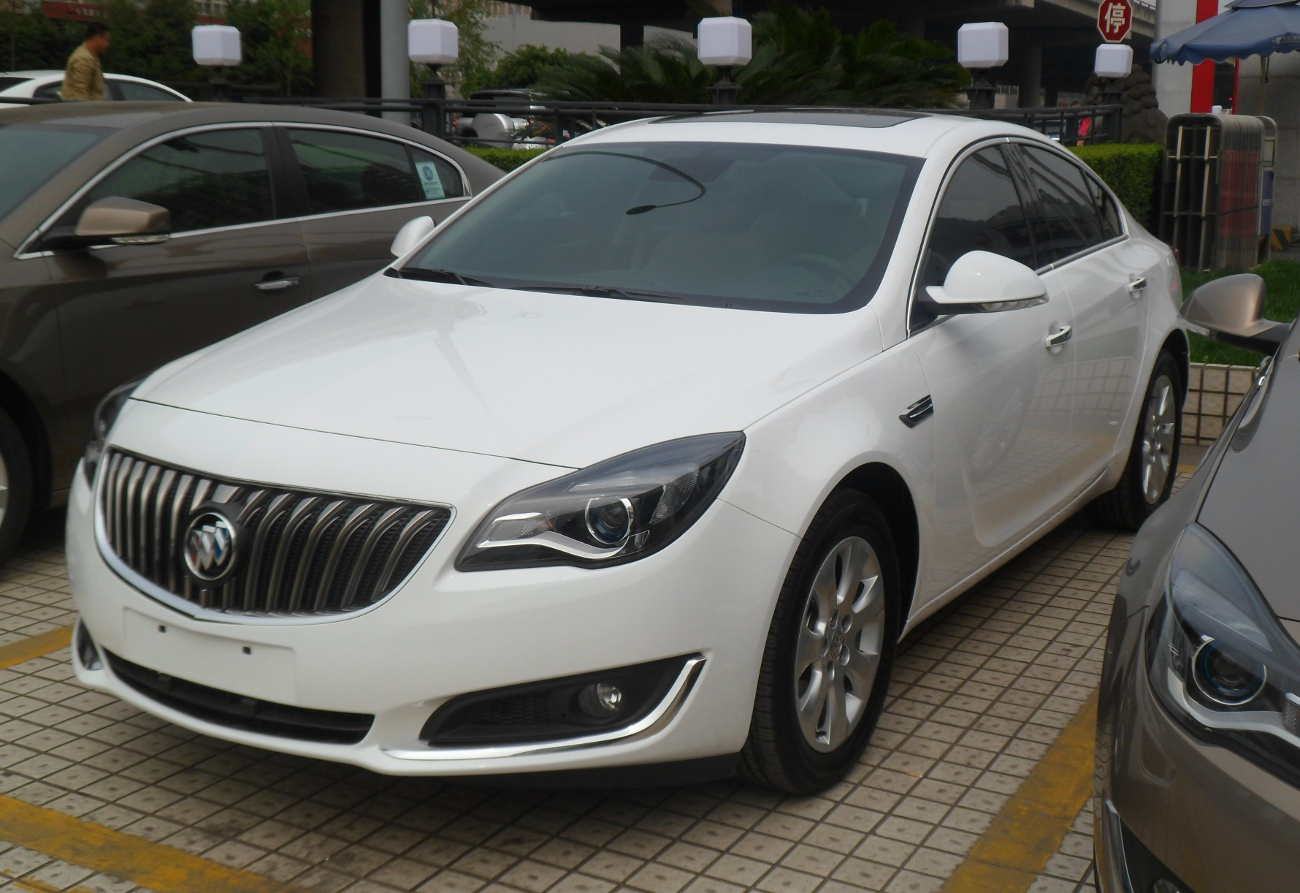
Buick Regal 5 (2014-2017)

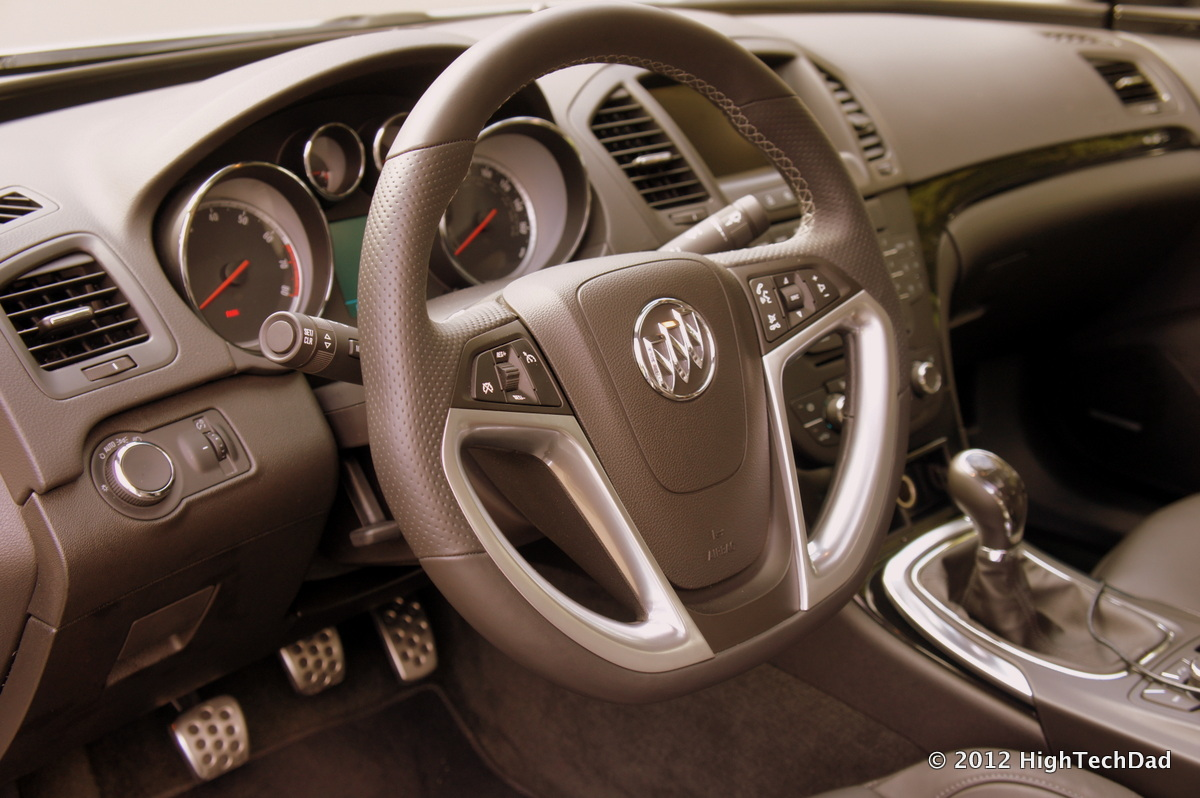

Buick Regal 5 побудований на новій глобальній платформі GM Epsilon 2: передня підвіска Макферсон, задня підвіска незалежна, у двох варіантах, залежно від типу приводу, ззаду. Привід передній або повний.
Система повного приводу Adaptive 4×4 та ж, що на оновленому Saab 9-3: муфта Haldex четвертого покоління, здатна передавати назад всю тягу. Крім того, ще одна муфта блокує задній диференціал (опція).

### Двигуни
- 1.6 L LLU I4 (turbo) 184 к.с. (Китай)
- 2.0 L LTD I4 154 к.с. (Китай)
- 2.0 L LDK I4 (turbo)
- 2.0 L LHU I4 (turbo) 270 к.с. (GS)
- 2.0 L LTG I4 (turbo)
- 2.4 L LE5 I4
- 2.4 L LAF I4
- 2.4 L LEA I4
- 2.4 L LUK I4

## Buick Regal 6 (з 2017)

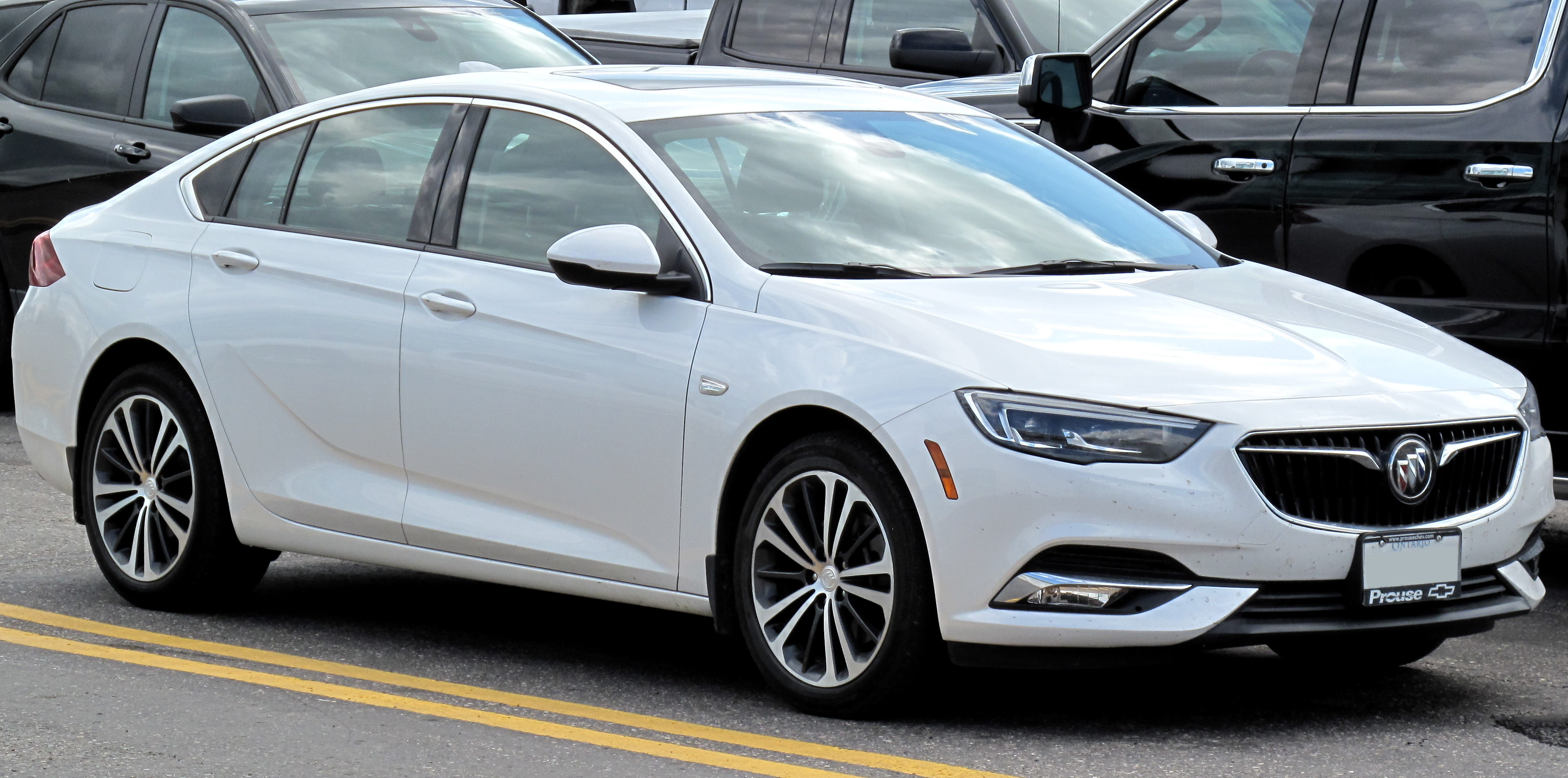
Buick Regal Sportback (2017-2020)

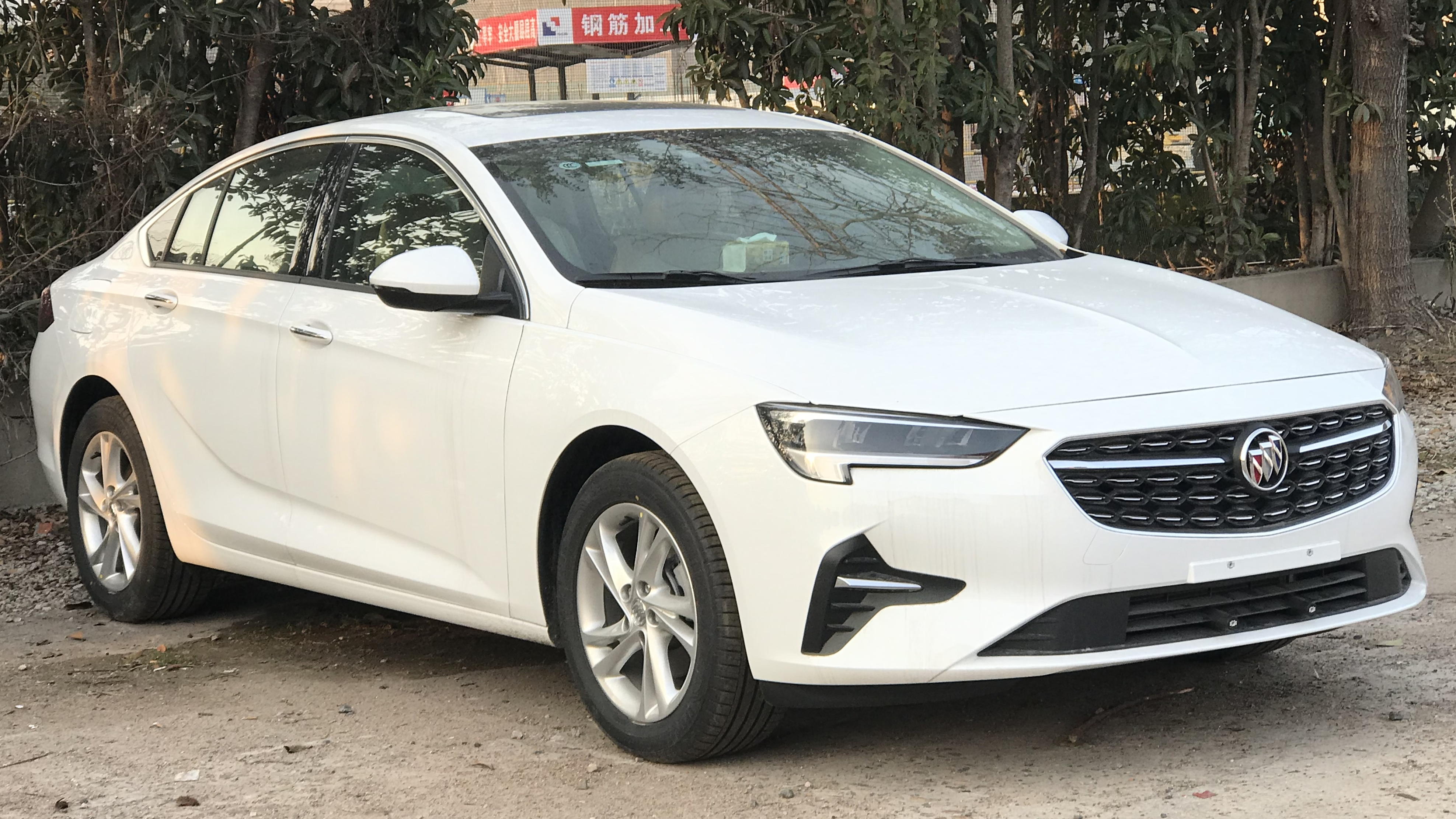
Buick Regal 6 (2020-2023)

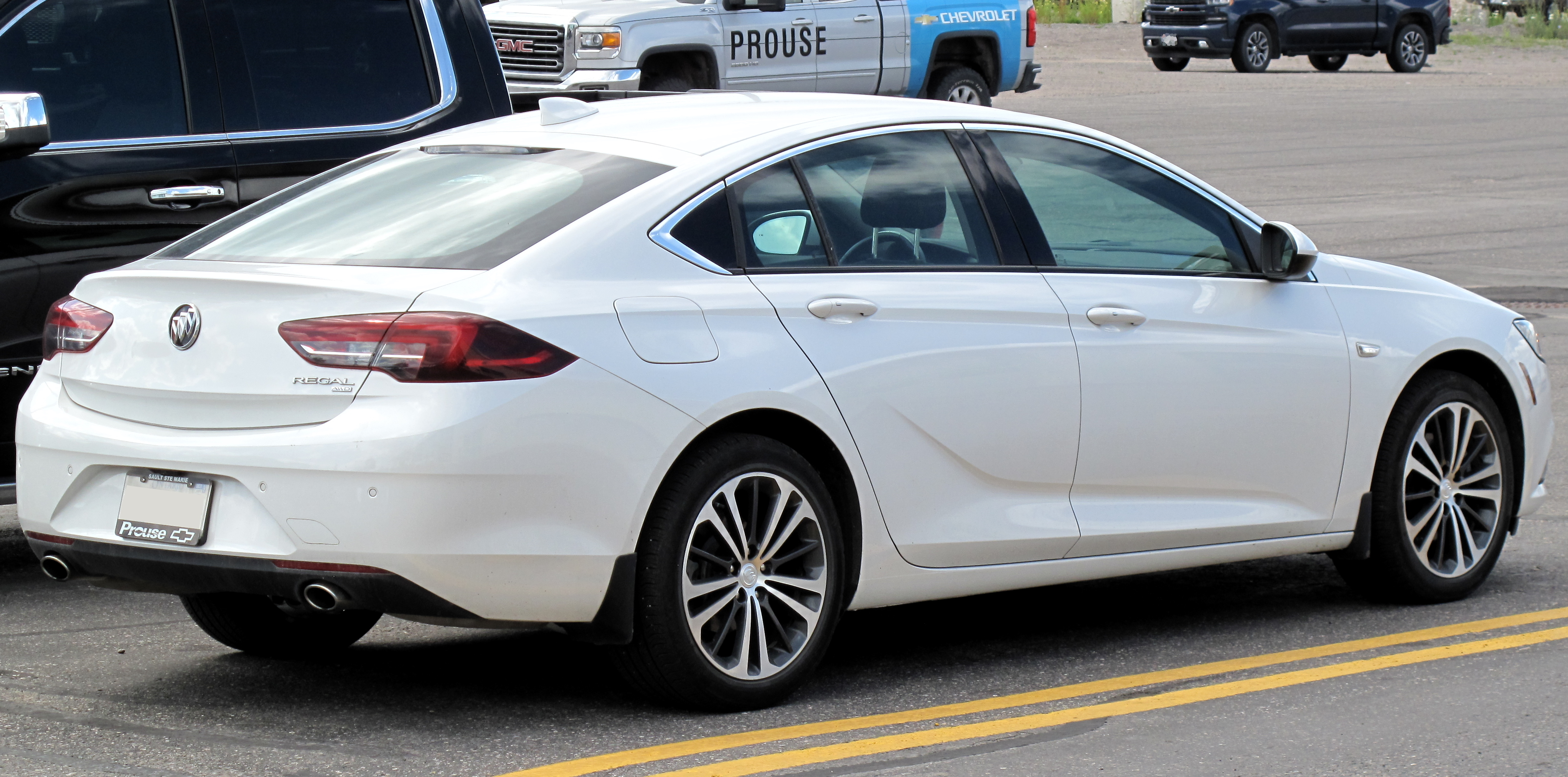
Buick Regal 6 (2017-2020)

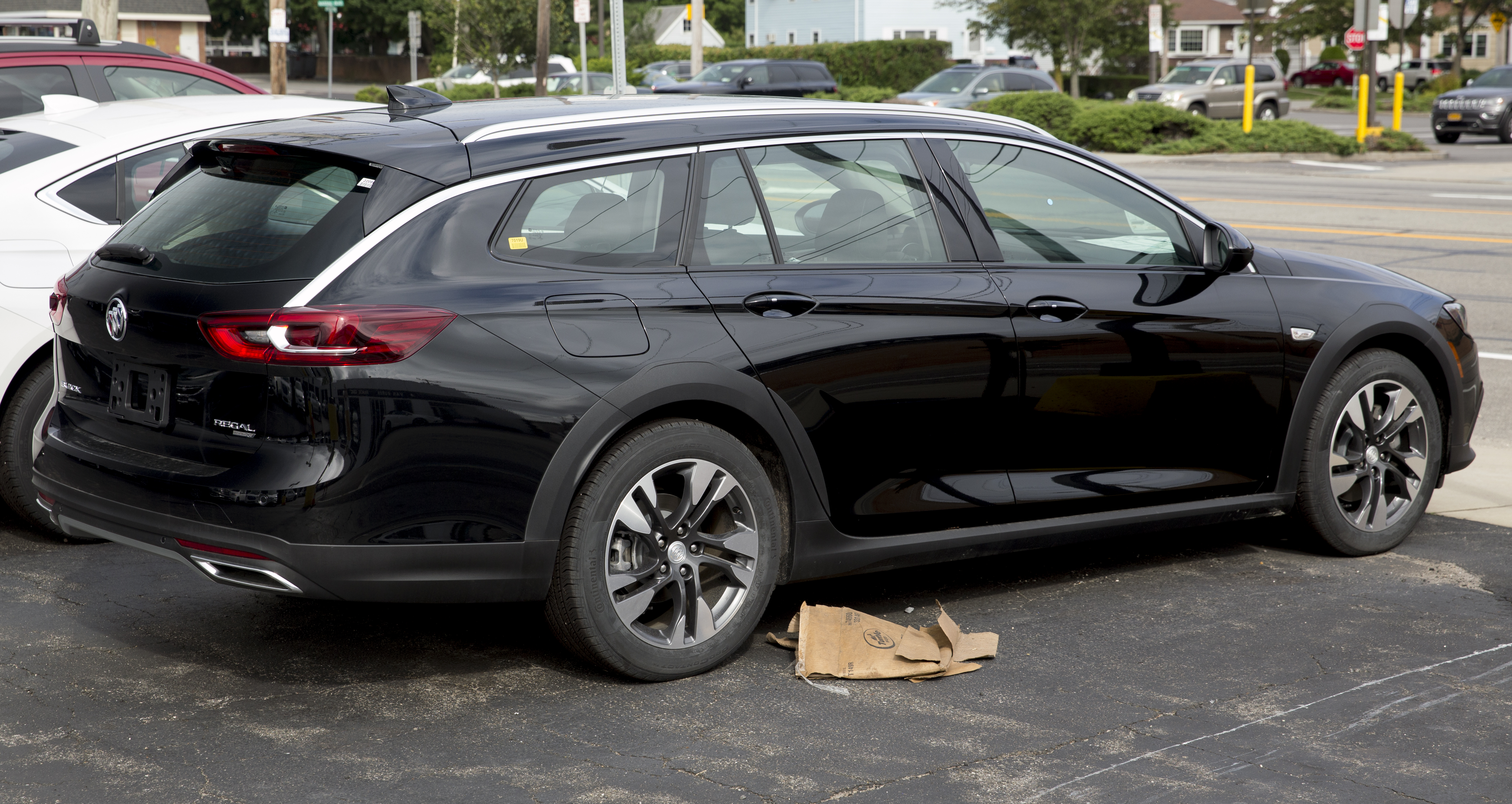
Buick Regal TourX Preferred AWD

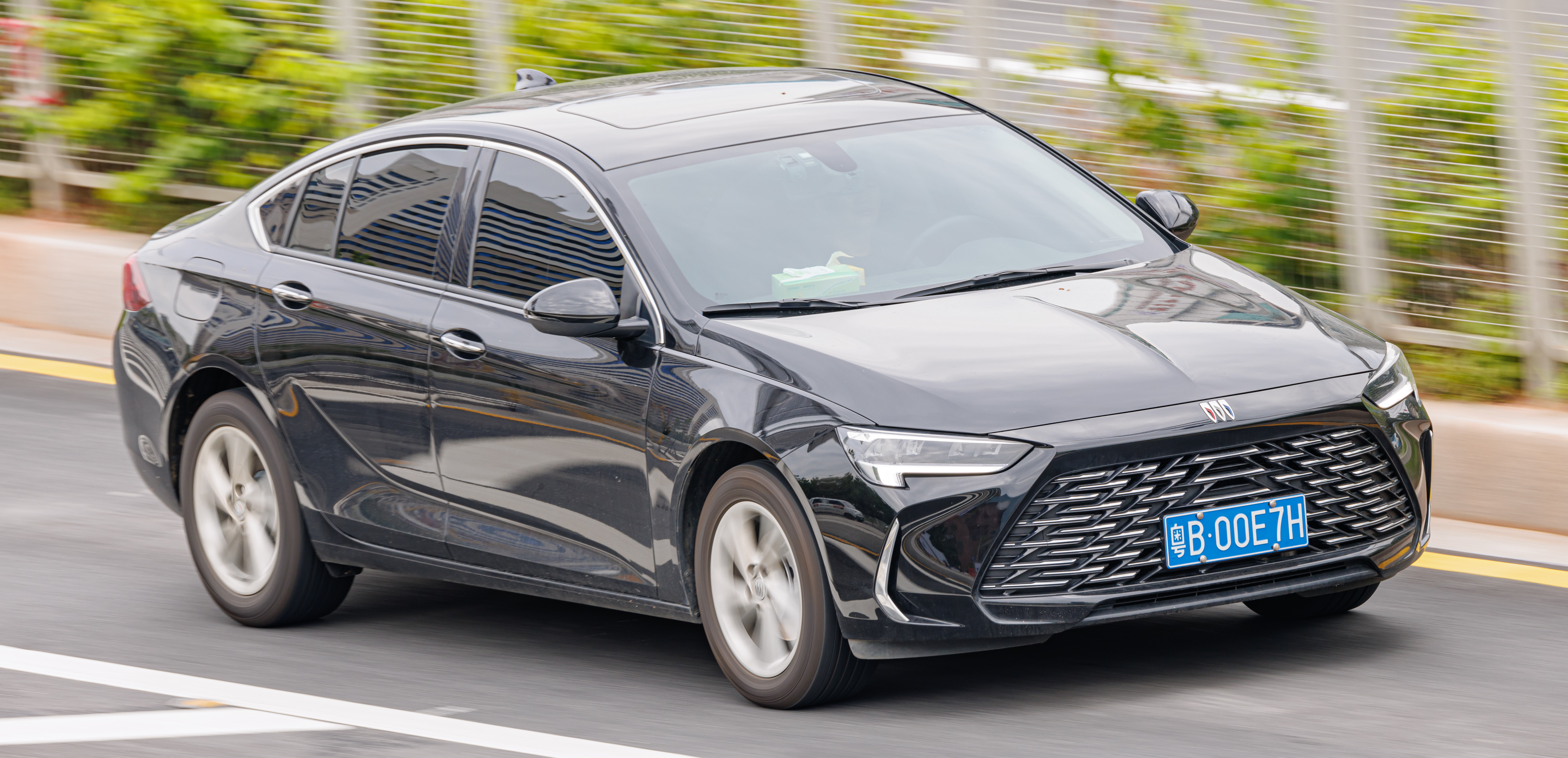
Buick Regal 6 (з 2023)

У 2017 році дебютувала Buick Regal шостого покоління збудований на платформі GM E2XX разом з Chevrolet Malibu 9-го покоління. Новий автомобіль довший за попередника на 55 мм (4897), ширшою на 11 мм стала колія, ширина (1863) виросла на 7 мм, на 29 мм нижчий дах, а база підросла на 92 мм (2829). Автомобіль представлений з кузовом ліфтбек, універсал і кросовер.
Адаптивне шасі FlexRide з настройками Standard, Sport і Tour змінює режими підвіски, рульового управління, АКПП і системи стабілізації, плюс відгук акселератора. Передня підвіска типу McPherson, задня незалежна п'ятиважільна.
В середньому автомобіль легший на 200 кг за попередника, комплектується переднім приводом, бензиновими або дизельними турбодвигунами, що працюють в парі з 6-ст. автоматичною і механічною коробкою передач. Версії з топовими бензиновим і дизельним двигуном комплектуються повним приводом і 8-ст. автоматичною коробкою передач. Тепер в повному приводі ззаду замість звичайного диференціала (або електроннокерованого, як опція) - два багатодискових зчеплення з електроактуаторамі на півосях, що дозволило реалізувати векторизацію тяги, яка допомагає в поворотах.

### Двигуни
- 1.5 L LFV I4 (turbo) 170 к.с. 252 Нм (Китай)
- 1.8 L I4 (hybrid) + 2 електродвигуни 185 к.с. 380 Нм (Китай)
- 2.0 L LTG I4 (turbo) 253/261 к.с. 353/350 Нм
- 3.6 L LGX V6 314 к.с. 382 Нм (GS)

### Технічні характеристики
Базовим в моделях 2020 року є 2.0-літровий 4-циліндровий турбодвигун на 250 к.с. і 353 Нм. Компонується він 9-ступінчастою АКПП. Привід на передні колеса. Витрата пального перебуває на рівні 10.7 л/100 км у міському і 7.4 л/100 км у заміському циклах. Універсалу дістався той самий двигун, але у версії на 250 к.с. і 400 Нм. Компонується він 8-ступінчастою АКПП. Витрата пального становить 11.2 л/100 км у місті і 8.1 л/100 км за його межами. Самою динамічною виявилась модель GS у кузові ліфтбек з 3.6-літровим V6 двигуном на 310 к.с. і 382 Нм.  Працює він у парі з АКПП на 9 ступенів. Витрата пального сягає рівня 12.4 л/100 км у міському і 8.7 л/100 км у заміському циклах.

## Продажі
| Календарний рік | США    | Китай   | Канада |
| --------------- | ------ | ------- | ------ |
| 2009            | N/A    | 79,930  | N/A    |
| 2010            | 12,326 | 79,358  | 820    |
| 2011            | 40,144 | 78,844  | 2,846  |
| 2012            | 26,383 | 85,440  | 1,767  |
| 2013            | 18,685 | 86,050  | 740    |
| 2014            | 22,560 | 111,245 | 816    |
| 2015            | 19,504 | 110,637 | 968    |
| 2016            | 19,833 | 69,300  | 841    |
| 2017            | 11,559 | 61,679  | 662    |
| 2018            | 14,118 | 100,378 |        |